# Governo Boc I
Il Governo Boc I è stato il dodicesimo governo della Romania post-comunista, il primo della VI legislatura. Rimase in carica dal 22 dicembre 2008 fino al 23 dicembre 2009. Il governo successivo fu il Governo Boc II.

## Cronologia del mandato

### Conseguenze delle elezioni parlamentari del 2008
I risultati delle elezioni parlamentari in Romania del 2008 videro un sostanziale pareggio tra le due forze più votate, il Partito Democratico Liberale (PD-L) e il Partito Social Democratico (PSD) (che concorse in alleanza con il Partito Conservatore). I primi ottennero 115 seggi alla camera dei deputati (con il 32,4% dei voti) e 51 al senato (33,6% dei voti), mentre i secondi ottennero 114 seggi alla camera dei deputati (33,1% dei voti) e 49 al senato (34,1% dei voti). Vista l'impossibilità di formare individualmente una maggioranza, il PD-L, che aveva ottenuto un risicato vantaggio, si vide costretto a intavolare le trattative per la formazione di un'ampia coalizione di governo con altre forze politiche.
Il 10 dicembre 2008 il presidente della repubblica Traian Băsescu incaricò il candidato del PD-L Theodor Stolojan di formare il governo. Fallita la possibilità di un'alleanza con il Partito Nazionale Liberale (PNL) (centro-destra), il primo ministro designato si rivolse a PSD e Unione Democratica Magiara di Romania (UDMR) (rappresentante della minoranza ungherese), riuscendo a siglare un accordo con i primi, che portò alla creazione del Partenariato per la Romania, protocollo di collaborazione firmato il 14 dicembre dai presidenti di partito Emil Boc (PD-L) e Mircea Geoană (PSD).

### Ritiro di Stolojan e incarico a Emil Boc
Il 16 dicembre Theodor Stolojan annunciò a sorpresa l'intenzione di deporre il mandato nelle mani del presidente rifiutando, in tal modo, l'incarico di primo ministro. Senza fornire motivazioni politiche per le dimissioni, Stolojan precisò che lasciava il posto a una più giovane generazione di uomini politici. Băsescu si dichiarò triste per la decisione di Stolojan e affidò l'incarico di nuovo primo ministro a Emil Boc, leader del PD-L ed elemento ritenuto vicino al presidente della repubblica.
Il 19 dicembre 2008 Boc comunicò pubblicamente la formazione del nuovo governo, composto da 18 ministri (9 del PD-L, 8 del PSD e un indipendente), un ministro delegato (Victor Ponta del PSD ai rapporti con il parlamento) e un vice primo ministro (Dan Nica del PSD). Il 22 dicembre il nuovo esecutivo ricevette il voto di investitura da parte del parlamento (324 voti a favore, 115 contro) e prestò giuramento al presidente della repubblica. Lo stesso Băsescu definì il governo Boc come «il risultato di un compromesso politico nel pubblico interesse».

#### Critiche alle nomine della squadra di governo
Frutto di un compromesso volto a garantire un governo al paese, il gabinetto Boc fu aspramente criticato da Călin Popescu Tăriceanu, primo ministro uscente e leader del principale partito di opposizione, il PNL. Tăriceanu lo definì un matrimonio di interesse, immorale dal punto di vista politico e incapace di fornire reali garanzie sul futuro del paese. Lo paragonò, inoltre, alla mostruosa coalizione che nel 1866 rovesciò il principe di Romania Alexandru Ioan Cuza.

### Nomina del ministro degli interni
Il ministro degli interni e della pubblica amministrazione Gabriel Oprea mantenne l'incarico per appena 20 giorni, come risultato dello scontro interno al PSD relativo alle nomine dei sottosegretari del ministero elaborate da Oprea. La scelta di Virgil Ardelean a capo del DGIPI, la direzione generale per l'intelligence e la sicurezza interna, fu malvista dai colleghi socialdemocratici Liviu Dragnea e Marian Vanghelie, dall'ex presidente Ion Iliescu e dal leader del PSD e presidente del senato Mircea Geoană, che lo accusò apertamente di procedere alle nomine senza consultarlo e ignorando le norme di disciplina interna del partito. La questione creò problemi anche in seno alla coalizione, in quanto anche il premier Boc aveva approvato i decreti di nomina senza confrontarsi con Geoană. Il 13 gennaio 2009, contrariato dalle reazioni che minavano l'indipendenza delle sue scelte, Oprea rassegnò le proprie dimissioni e lasciò il PSD.
Il coordinatore del gruppo dei ministri del PSD Liviu Dragnea fu designato come suo successore, principalmente su insistenza di Marian Vanghelie, leader della sezione del PSD di Bucarest. Tra gli obiettivi del suo mandato pose un programma di forte decentralizzazione amministrativa che prevedeva il trasferimento di competenze in materia di finanze, lavoro e protezione sociale ai consigli di distretto. Il 2 febbraio 2009, tuttavia, a 12 giorni dalla nomina, Dragnea presentò le proprie dimissioni da ministro. Queste furono ufficialmente motivate con l'impossibilità di portare a termine gli obiettivi prefissati in base al budget messo a disposizione del governo. Diversi osservatori, comunque, videro l'origine della scelta anche nella conclamata diffidenza di Dragnea nei confronti dei ministri PD-L e nello scontro con Vanghelie e Geoană che premevano per la nomina a sottosegretario ministeriale di Mincu Silvestru.
Il 2 febbraio, Dan Nica (PSD), già vice primo ministro, prelevò il portafogli degli interni, divenendone il terzo titolare in due mesi.

### Scontri interni alla maggioranza
Il funzionamento della maggioranza fu costantemente compromesso da dissensi interni a causa di normali divergenze ideologiche. La struttura organizzativa dei partiti, inoltre, replicava la struttura dalla squadra di governo, con una doppia e conflittuale leadership che costringeva, alternativamente, i vertici dei due partiti a richiamare i propri membri all'ordine e al rispetto del protocollo d'intesa stipulato nel dicembre 2008.

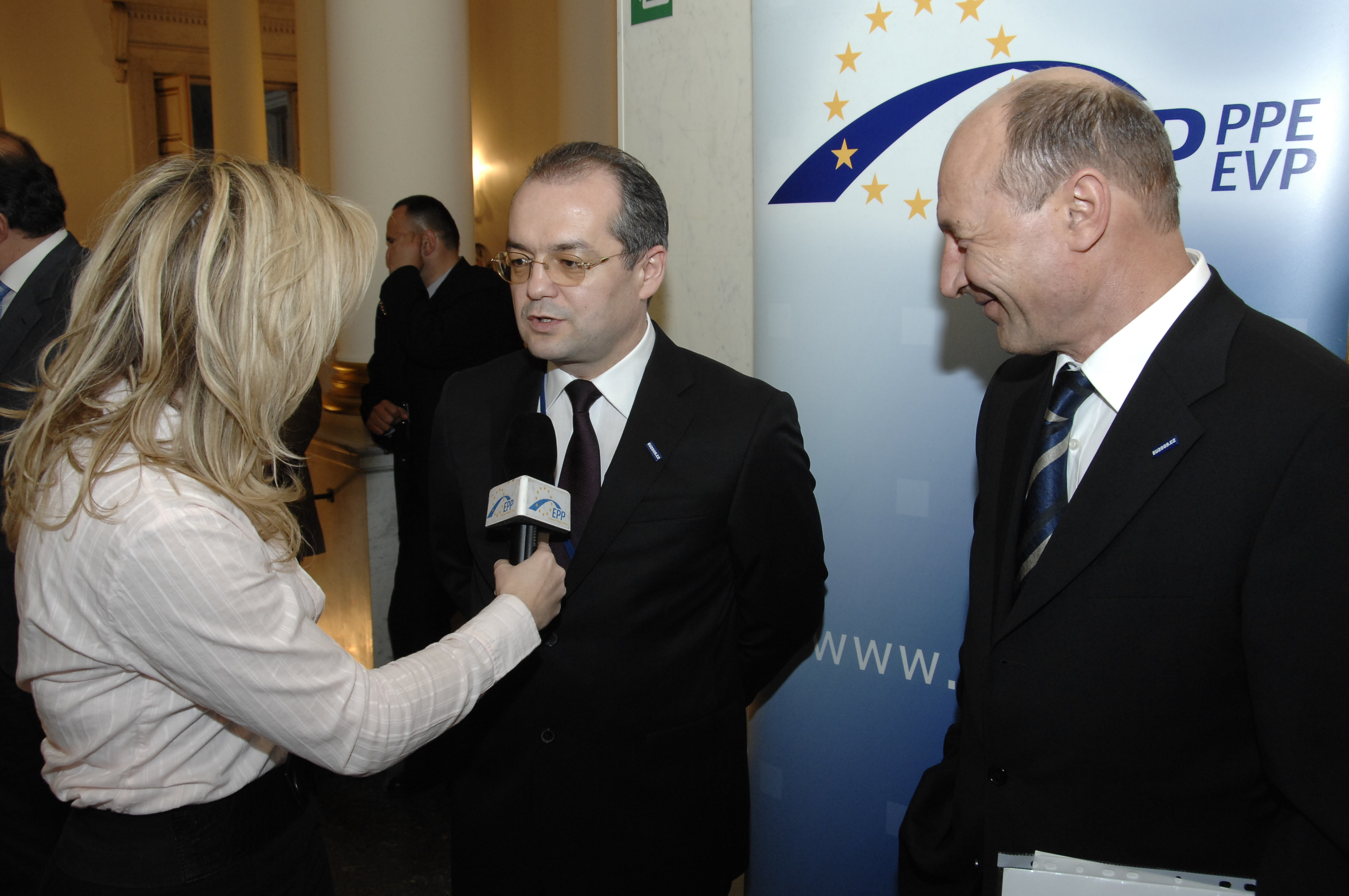
Emil Boc e Traian Băsescu al meeting del Partito Popolare Europeo nel marzo 2009

Basando la propria alleanza su un generico programma di governo elaborato per far convivere le due anime della coalizione, PD-L e PSD si scontrarono sin dall'inizio sulla questione della nomina dei sottosegretari dei ministeri. Sul piano politico una parte del PSD, specialmente la corrente facente capo ad Adrian Năstase, invocò per mesi il ritiro dell'appoggio a Boc, reputato colpevole di intraprendere iniziative di governo senza consultarsi con gli alleati, appoggiandosi esclusivamente al presidente Băsescu, che era malvisto dai socialdemocratici. Nel giugno 2009 Geoană attaccò pubblicamente il PD-L, accusandolo di essere un partito senza ideologia. Il presidente del PSD affermò più volte di ritenere insoddisfacenti le politiche economiche dell'esecutivo, auspicando un cambio nella strategia di governo.
Marian Vanghelie, inoltre, accusò direttamente Băsescu e il PD-L di voler mettere le mani sul ministero degli interni, poiché nei suoi archivi sarebbero stati contenuti dati compromettenti per la figura del presidente.
Contemporaneamente, i due partiti concorsero come rivali tanto alle elezioni per il parlamento europeo del giugno 2009, quanto alle elezioni presidenziali del novembre 2009 (che ebbero come candidati Băsescu per il PD-L e Geoană per il PSD).
Nel luglio 2009 il ministro dello sport Monica Iacob-Ridzi (PD-L) rassegnò le proprie dimissioni per non danneggiare l'immagine del partito in seguito a uno scandalo che l'aveva coinvolta. In occasione della giornata della gioventù del 2 maggio, il ministero aveva assegnato a due piccole società collegate fra loro (Artisan e Mark) appalti per 600 000 euro per l'organizzazione di eventi, senza bandire un'asta e senza specificare i criteri di selezione. Per fare luce sulla questione, fu istituita una commissione parlamentare d'inchiesta, che chiese al premier la revoca del ministro e l'avvio di un'indagine ai suoi danni per appropriazione indebita e abuso d'ufficio. Iacob-Ridzi preferì abbandonare il ministero, lasciandolo in mano a Luminița Plăcintă, già senatrice PD-L.
Nell'autunno del 2009 fu condotta un'ulteriore commissione d'inchiesta contro il ministro del turismo Elena Udrea (PD-L), chiamata a rispondere delle accuse di abuso d'ufficio, negligenza, conflitto di interessi e istigazione al reato di abuso d'ufficio contro il pubblico interesse in relazione alla gestione dei fondi del ministero. L'inchiesta non portò ad alcun risultato, mentre Udrea contestò alla commissione il ricorso a misure anticostituzionali e contrarie al regolamento interno della camera dei deputati. La stessa Udrea ritenne che questa fosse stata istituita con scopo politico da parte dei suoi avversari facenti capo a PSD e PNL.

### Uscita del PSD dal governo
Con l'approssimarsi delle elezioni presidenziali, previste per novembre, crebbe il tono degli scontri. A fine settembre 2009 il ministro degli interni Dan Nica dichiarò di essere preoccupato dall'organizzazione di possibili frodi elettorali da parte del PD-L volte a favorire la rielezione di Băsescu (con il ricorso alla cosiddetta operazione autobus). La durezza delle dichiarazioni spinse Boc a richiedere al PSD il ritiro di Nica e la nomina di un nuovo ministro, ma Geoană non fece alcuna nuova proposta aprendo, di fatto, una crisi di governo. Contemporaneamente, Băsescu firmò i decreti di revoca di Nica e di nomina di Vasile Blaga (PD-L) in sua sostituzione.
Il 1º ottobre 2009 Geoană annunciò, quindi, l'uscita del PSD dalla maggioranza dichiarando «l'intero gruppo ministeriale PSD, per solidarietà con Dan Nica, annuncia oggi le dimissioni dal governo. Traian Băsescu è riuscito a fare di nuovo quello che fa da 5 anni: provocare una crisi politica sovrapposta alla crisi economica. È lui il responsabile principale».
Dopo le dimissioni dei ministri PSD, Boc manifestò l'intenzione di assumersi il peso della conduzione di un governo minoritario. I ministeri vacanti vennero riassegnati ai ministri PD-L già facenti parte del governo.
Le opposizioni, in ogni caso, organizzarono una mozione di sfiducia che fu sottoposta al voto del parlamento il 13 ottobre. La mozione passò con 254 voti contro 176, con il parere favorevole di PSD, PNL e UDMR, che premevano per la formazione di un governo tecnico provvisorio fino alle elezioni presidenziali e presieduto da Klaus Iohannis, allora indipendente sindaco di Sibiu. La caduta del governo Boc, primo esecutivo nella storia della Romania postrivoluzionaria costretto a dimettersi per un voto di sfiducia, portò a nuove consultazioni per la scelta di un nuovo primo ministro.

### Governo ad interim ed elezioni presidenziali del 2009
Il governo Boc mantenne l'incarico ad interim, mentre Băsescu cercò una soluzione credibile da proporre al parlamento.
Il 15 ottobre l'economista Lucian Croitoru, vicino al PD-L, fu incaricato di avviare le consultazioni per la formazione di una maggioranza, ma le opposizioni rifiutarono la proposta, bocciando l'investitura in parlamento il 4 novembre 2009 (250 voti contrari, 189 a favore).
Nonostante la preferenza espressa dalle opposizioni per la formazione di un eventuale governo Iohannis, il 6 novembre Băsescu propose il nome del sindaco del settore 3 di Bucarest Liviu Negoiță (PD-L). Il 9 novembre Negoiță presentò la lista dei nuovi ministri e incominciò a cercare un accordo con le altre forze politiche.
Il 27 novembre 2009 la corte d'appello del tribunale di Bucarest accolse il ricorso presentato dal PSD riguardante la nomina di Vasile Blaga a ministro degli interni, ordinandone la sospensione. Secondo le norme costituzionali, infatti, in seguito alla revoca dell'incarico a un ministro, non era possibile nominare un ministro ad interim come fatto con Blaga (opzione percorribile solo in caso di dimissioni), ma un ministro titolare. La decisione diede lo spunto al PSD di contestare la validità costituzionale del governo Boc ancora in carica ad interim, mentre il dibattito politico era animato dalla corsa alle elezioni presidenziali.
Il 22 novembre si svolse il primo turno delle elezioni presidenziali, che videro Băsescu ottenere il 32,44% delle preferenze, contro il 31,15% di Geoană. Al ballottaggio del 6 dicembre Băsescu ottenne un ridottissimo vantaggio su Geoană (50,34% contro 49,66%), che spinse il PSD a contestare la validità delle elezioni di fronte alla corte costituzionale, richiedendo la ripetizione del voto, mentre questa ammise solamente il riconteggio delle circa 138.000 schede annullate. Il 14 dicembre l'ufficio elettorale centrale ultimò il riconteggio delle schede (rivalidando 2.247 voti inizialmente considerati nulli) e trasmise i dati alla corte costituzionale, incaricata di convalidare i risultati del voto. Nella sera del 14 dicembre la corte costituzionale riconobbe la rielezione di Băsescu.
La vittoria di Băsescu ebbe effetti immediati anche sul governo. Il 16 dicembre, a due giorni dalla convalida del voto, Negoiță rimise il mandato nelle mani del presidente, incolpando le opposizioni di aver rimandato la formazione del suo governo e dichiarando «Ci troviamo in un'altra realtà politica dopo le elezioni presidenziali».
Visti i fallimenti di Croitoru e Negoiță, il 17 dicembre il presidente designò nuovamente Emil Boc (per il cui governo ad interim i termini sarebbero scaduti il 23 dicembre) per la formazione di un governo incaricato di approvare rapidamente la legge sul bilancio per il 2010. Vista la nuova situazione politica nata all'indomani del voto presidenziale, Boc riuscì a costruire una nuova maggioranza in alleanza con l'UDMR e con l'appoggio di una parte di parlamentari indipendenti dissidenti del PSD (tra i quali Gabriel Oprea e Cristian Diaconescu). Il 23 dicembre 2009 nacque il governo Boc II.

## Appoggio parlamentare e composizione
Il governo Boc I fu il risultato dell'alleanza tra i due partiti più votati alle elezioni parlamentari in Romania del 2008, il Partito Democratico Liberale (PD-L) (centro-destra) e il Partito Social Democratico (PSD) (centro-sinistra, alle cui liste era collegato anche il piccolo Partito Conservatore), che decisero di formare un'ampia coalizione per garantire la formazione di un governo, altrimenti impossibile.
Insieme la maggioranza disponeva di 229 deputati su 332 (pari al 68,9% dei seggi alla camera dei deputati della Romania) e di 100 senatori su 137 (pari al 72,9% dei seggi al senato della Romania).
Il 1º ottobre 2009 il PSD si ritirò dalla coalizione di governo e passò all'opposizione. Le funzioni ministeriali precedentemente attribuite ai membri del PSD vennero redistribuite ad interim ai ministri del PD-L che già facevano parte del gabinetto dell'esecutivo.

### Governo titolare (dal 22 dicembre 2008 al 1º ottobre 2009)
| Carica                                                                                | Titolare                                           | Titolare                                    | Partito      |
| ------------------------------------------------------------------------------------- | -------------------------------------------------- | ------------------------------------------- | ------------ |
| Primo ministro                                                                        |                                                    | Emil Boc                                    | PD-L         |
| Vice Primo ministro                                                                   |                                                    | Dan Nica                                    | PSD          |
| Ministro della giustizia e della libertà dei cittadini                                |                                                    | Cătălin Predoiu                             | Indipendente |
| Ministro della difesa nazionale                                                       |                                                    | Mihai Stănișoară                            | PD-L         |
| Ministro della cultura, dei culti e del patrimonio nazionale                          |                                                    | Theodor Paleologu                           | PD-L         |
| Ministro dell'agricoltura, delle foreste e dello sviluppo rurale                      |                                                    | Ilie Sârbu                                  | PSD          |
| Ministro della salute                                                                 |                                                    | Ion Bazac                                   | PSD          |
| Ministro degli affari esteri                                                          |                                                    | Cristian Diaconescu                         | PSD          |
| Ministro dell'economia                                                                |                                                    | Adriean Videanu                             | PD-L         |
| Ministro delle finanze pubbliche                                                      |                                                    | Gheorghe Pogea                              | PD-L         |
| Ministro del lavoro, della famiglia e della protezione sociale                        |                                                    | Marian Sârbu                                | PSD          |
| Ministro dell'ambiente                                                                |                                                    | Nicolae Nemirschi                           | PSD          |
| Ministro dei trasporti e delle infrastrutture                                         |                                                    | Radu Berceanu                               | PD-L         |
| Ministro dell'amministrazione e degli interni                                         |                                                    | Gabriel Oprea (fino al 13 gennaio 2009)     | PSD          |
| Ministro dell'amministrazione e degli interni                                         | Dan Nica (ad interim; dal 13 al 20 gennaio 2009)   |                                             | PSD          |
| Ministro dell'amministrazione e degli interni                                         | Liviu Dragnea (dal 20 gennaio al 1º febbraio 2009) |                                             | PSD          |
| Ministro dell'amministrazione e degli interni                                         | Dan Nica (dal 2 febbraio 2009)                     |                                             | PSD          |
| Ministro dell'educazione, della ricerca e dell'innovazione                            |                                                    | Ecaterina Andronescu                        | PSD          |
| Ministro della gioventù e dello sport                                                 |                                                    | Monica Iacob-Ridzi (fino al 14 luglio 2009) | PD-L         |
| Ministro della gioventù e dello sport                                                 | Luminița Plăcintă (dal 14 luglio 2009)             |                                             | PD-L         |
| Ministro dello sviluppo regionale e delle abitazioni                                  |                                                    | Vasile Blaga                                | PD-L         |
| Ministro del turismo                                                                  |                                                    | Elena Udrea                                 | PD-L         |
| Ministro delle comunicazioni e della società dell'informazione                        |                                                    | Gabriel Sandu                               | PD-L         |
| Ministro per la piccola e media impresa, del commercio e del contesto imprenditoriale |                                                    | Constantin Niță                             | PSD          |
| Ministro con delega ai rapporti con il Parlamento                                     |                                                    | Victor Ponta                                | PSD          |

### Governo ad interim (dal 1º ottobre 2009 al 23 dicembre 2009)
| Carica | Titolare | Titolare                                | Partito      |
| --- | -------- | --------------------------------------- | ------------ |
| Primo ministro; Ministro dell'educazione, della ricerca e dell'innovazione                                                                            |          | Emil Boc                                | PD-L         |
| Ministro della giustizia e della libertà dei cittadini; Ministro degli affari esteri                                                                  |          | Cătălin Predoiu                         | Indipendente |
| Ministro della difesa nazionale |          | Mihai Stănișoară                        | PD-L         |
| Ministro della cultura, dei culti e del patrimonio nazionale                                                                                          |          | Theodor Paleologu                       | PD-L         |
| Ministro dell'economia; Ministro della salute |          | Adriean Videanu                         | PD-L         |
| Ministro delle finanze pubbliche; Ministro del lavoro, della famiglia e della protezione sociale                                                      |          | Gheorghe Pogea                          | PD-L         |
| Ministro dei trasporti e delle infrastrutture; Ministro dell'agricoltura, delle foreste e dello sviluppo rurale                                       |          | Radu Berceanu                           | PD-L         |
| Ministro dell'amministrazione e degli interni |          | Vasile Blaga (fino al 27 novembre 2009) | PD-L         |
| Ministro della gioventù e dello sport; Ministro con delega ai rapporti con il Parlamento                                                              |          | Luminița Plăcintă                       | PD-L         |
| Ministro dello sviluppo regionale e delle abitazioni                                                                                                  |          | Vasile Blaga                            | PD-L         |
| Ministro del turismo; Ministro dell'ambiente |          | Elena Udrea                             | PD-L         |
| Ministro delle comunicazioni e della società dell'informazione; Ministro per la piccola e media impresa, del commercio e del contesto imprenditoriale |          | Gabriel Sandu                           | PD-L         |